# Ólafur Magnússon (fotograf)
 Der er flere personer med dette navn, se Ólafur Magnússon.
Ólafur Magnússon (1889-1954) var en islandsk fotograf.
Ólafur Magnússon var søn af en fotograf og stod selv i lære hos den avantgardistiske danske fotograf Sophus Juncker-Jensen i perioden 1911-13 og opholdt sig også i Berlin i en periode. Hjemvendt til Island etablerede Ólafur Magnússon sig hurtigt som en af Islands mest eksperimenterende og kompetente fotografer. Hans professionelle og kreative arbejde med lys og komposition gav ham et godt ry, og som portrætfotograf kunne han få folk til at posere naturligt i sit atelier.
Kong Christian X besøgte i 1921 Island, og ved denne lejlighed blev Ólufur Magnússon udnævnt til kongelig hoffotograf.
Senere blev han kendt for panoramiske billeder af den barske islandske natur.